# Děvčátko se sirkami
Děvčátko se sirkami (v originále Den lille Pige med Svovlstikkerne) je umělá pohádka dánského spisovatele Hanse Christiana Andersena, který proslul jako pohádkář (Císařovy nové šaty, Ošklivé káčátko, Malá mořská víla, Princezna na hrášku, Sněhová královna a další). Příběh poprvé vyšel roku 1845, postupně ale vyšel v mnoha sbornících a vydáních. Přeložen byl do různých jazyků a dočkal se i několika filmových zpracování. Vypráví o zanedbávané holčičce, které během mrazivé noci ve městě není nikdo ochoten pomoci. Děvčátko zapaluje další a další sirky, má vidiny krásných okamžiků, a nakonec umírá.

## Děj
V jednom velkém městě žila velmi chudá rodina, která měla dceru. Děvčátko pomáhalo svým rodičům a vydělávalo na živobytí prodejem sirek.
Poslední večer starého roku byl opravdu silný vítr a děvčátko se ukrylo do výklenku mezi domy, zabalené do svého kabátu. Byla mu taková zima, že nakonec vytáhlo jednu zápalku a zapálilo ji. Vidělo před sebou velký krb, ve kterém tancoval teplý oheň.
Rozhodlo se zapálit druhou sirku. Ocitla se v jídelně, která byla prostřena ke slavnostní večeři. Děvčátko ani nedokázalo pojmenovat všechny pochoutky. Velká pečená kachna ostatní mísy na stole se začaly vznášet a tancovat směrem k děvčátku. Když zápalka zhasla, kolem děvčátka se zase objevil mráz a vítr.
Lidé procházející kolem děvčátko litovali, ale ani jeden z nich se nezastavil, aby mu pomohl. Děvčátko smutně sedělo venku a koukalo do oken domů, kde ještě stály vánoční stromečky. Obdivovalo vánoční ozdoby a představovalo si děti, jak k nim běží a těší se z nich. Zapálilo tedy třetí zápalku a ocitlo se přesně v takovém pokoji, jaké před chvílí pozorovalo. Pod stromečkem byly dárky.
Když sirka zhasla, vidělo na nebi děvčátko padat hvězdu. Pomyslelo si, že asi někdo umřel. Zapálilo čtvrtou zápalku. Pozorovalo další hvězdu padající z nebe. Dopadla přímo k jejím nohám. Světlo se zvětšovalo a obklopovalo ji. V záři děvčátko zpozorovalo babičku, která se k ní blížila s otevřenou náručí. Děvčátko se chytlo babičky za ruku a obě vzlétly zpět do nebe. Druhý den našli kolemjdoucí na zemi schoulené děvčátko, které v noci umrzlo.

## Interpretace a přijetí
Přestože Andersen napsal první náčrtek Děvčátka se sirkami za jediné odpoledne a celý příběh tvoří (v dánštině) jen 866 slov, získal si pozici jednoho z nejznámějších příběhů na světě. Mary Galbraithová uvedla, že vyprávění začíná ekfrází v tradičním smyslu slova – popisem jiného uměleckého díla vypravěčem, v tomto případě litografie, která byla Andersenovi zaslána s prosbou o napsání příběhu.
Pohádka pracuje s protikladem těžkého života nevinného dítěte (týrání ze strany otce, nevšímavost ze strany lidí na ulici) na jedné straně a útěchou laskavé smrti na straně druhé. V jádru příběhu však podle Galbraithové stojí působivá evokace dětského utrpení a setkání se smrtí pomocí představivosti a vidění, které děvčátko zažívá. Vizi holčičky, která po zapálení sirky na okamžik spatří bohatou večeři za zdí, náhle průhlednou, pak srovnává s Poslední večeří.

## Adaptace
Andersenův příběh se dočkal několika filmových zpracování. Krátký animovaný příběh režiséra Arthura Davise z roku 1937 dokonce získal nominaci na Oscara v kategorii animovaných filmů.
Dalším filmovým zpracováním je německá volná adaptace z roku 2013 (v originále Das Mädchen mit den Schwefelhölzern). Rozdílem oproti originální předloze je to, že je děvčátko (Inga) sirotek a po rodičích ji zůstal kouzelný amulet. Prodává sirky se svým kamarádem Emilem. V osudnou noc na ulici potkává záhadný muž, který soucítí s jejím osudem.
O divadelní, nebo přesněji taneční zpracování tohoto díla se postarala například v roce 2016 Alena Pešková, která svou adaptaci uvedla v Malostranské besedě.
Motiv příběhu Děvčátka se sirkami můžeme nalézt například i v knize Malá vánoční povídka od Ludvíka Aškenazyho a v adaptace této povídky, představení Jak jsem se ztratil, které uvedlo pražské Divadlo v Dlouhé. Malý chlapec bloudí vánoční Prahou, když tu potkává děvčátko, které škrtá sirkami a zase mizí.